# Alexandre Perier
Pour les articles homonymes, voir Perier.
Pour les autres membres de la famille, voir Famille Casimir-Perier.
Alexandre Périer est un homme politique français né le 25 décembre 1774 à Grenoble dans l'ancienne province du Dauphiné et mort le 14 décembre 1846 à Montargis dans le département du Loiret.
Alexandre Périer est élu sous la Restauration et la monarchie de Juillet à des postes de député du Loiret, conseiller général du canton de Montargis, président du conseil général du Loiret et maire de Montargis.

## Biographie
Fils du banquier et industriel français Claude Perier et frère du politicien Casimir Perier, Alexandre Périer nait à Grenoble dans l'ancienne province du Dauphiné du Royaume de France sous le règne du roi Louis XVI.
Il s'installe comme manufacturier à Montargis puis obtient son premier mandat (du 20 septembre 1817 au 24 décembre 1823) en qualité de député du Loiret, siégeant au cours de la troisième législature de la Seconde Restauration.
Il est nommé juge au tribunal de commerce par une ordonnance royale datée 10 février 1817.
Deux ans plus tard, il est nommé maire de Montargis par ordonnance, poste qu'il occupe du 23 juin 1819 au 1er septembre 1821.
Il est de nouveau élu député du Loiret du 17 novembre 1827 au 16 mai 1830 au cours de la quatrième législature de la Seconde Restauration puis du 12 juillet 1830 au 31 mai 1831 au cours de la première législature de la monarchie de Juillet. Il siège alors dans la majorité soutenant la Seconde Restauration.
La fin de sa carrière politique est effectuée à l'échelon départementale. Il est conseiller général du canton de Montargis entre 1833 et 1845. C'est au cours de ces mandats qu'il occupe également à deux reprises le poste de président du conseil général du Loiret, entre 1833 et 1839 puis entre 1841 et 1844.
Il est fait chevalier de l'ordre royal de la Légion d'honneur le 21 mai 1835.
Il meurt à Montargis (Loiret), le 14 décembre 1846, à l'âge de 72 ans.